# Agencia Española de Cooperación Internacional para el Desarrollo
La Agencia Española de Cooperación Internacional para el Desarrollo (AECID) es un organismo público español, adscrito al Ministerio de Asuntos Exteriores, Unión Europea y Cooperación, a través de la Secretaría de Estado de Cooperación Internacional, responsable del fomento, programación, coordinación operativa, gestión y ejecución de las políticas públicas relacionadas con la cooperación internacional para el desarrollo. 
La estructura exterior de la AECID está formada por Oficinas Técnicas de Cooperación (OTC), Centros Culturales (CC) y Centros de Formación (CF), situados en los países donde lleva a cabo su actuación. En total, la Agencia cuenta con más de 900 trabajadores en su sede en Madrid y en sus 48 Unidades de Cooperación en el Exterior –31 Oficinas Técnicas de Cooperación, 13 Centros Culturales y 4 Centros de Formación– repartidas en América Latina y el Caribe, el continente africano, Oriente Próximo y Asia.
Los últimos datos oficiales de la AECID muestran que en 2020, España destinó 2.646 millones de euros a la ayuda oficial al desarrollo (AOD), datos considerablemente inferiores a los 5.016 millones de 2009 o a los 4.151 de 2016. Cabe destacar, que los presupuestos generales de 2023 prevén un gasto total en AOD de 4.419 millones de euros, volviendo a los niveles previos a la crisis económica. 

## Historia
La Agencia fue creada en 1988 bajo la denominación de Agencia Española de Cooperación Internacional (AECI), como resultado de la refundición de los organismos autónomos Instituto de Cooperación Iberoamericana (1945) y el Instituto Hispano-Árabe de Cultura (1954). Años más tarde, por Real Decreto 1403/2007, de 26 de octubre, reformó su estatuto y cambió su nombre por el actual.

## Sede
La actual sede de la Agencia Española de Cooperación Internacional para el Desarrollo es un edificio de Madrid proyectado en 1940 por Luis Martínez-Feduchi e inaugurado el 12 de octubre de 1951 como sede del Instituto de Cultura Hispánica. Se encuentra situado en la Avenida de los Reyes Católicos, en la Ciudad Universitaria de Madrid, distrito de Moncloa-Aravaca.

## Objetivos
La Agencia es responsable del diseño, la ejecución y la gestión de los proyectos y programas de cooperación para el desarrollo, ya sea directamente, con sus propios recursos, o bien mediante la colaboración con otras entidades nacionales e internacionales y organizaciones no gubernamentales.

## Órganos de gobierno
Los órganos de gobierno de la AECID son el presidente y el Consejo Rector.
La Presidencia de la Agencia la desempeña el titular de la Secretaría de Estado de Cooperación Internacional, actualmente Eva Granados.
Los miembros del Consejo Rector son nombrados por el ministro de Asuntos Exteriores, y su principal función es la aprobación de los objetivos y planes de acción, así como de su presupuesto.

### Secretarios generales
| Nombre                                       | Inicio de mandato       | Final de mandato        |
| -------------------------------------------- | ----------------------- | ----------------------- |
| Roberto Gámir Meade                          | 1 de febrero de 1989    | 3 de marzo de 1990      |
| Juan Cámara Fernández de Sevilla             | 10 de abril de 1990     | 24 de julio de 1991     |
| Diego Martínez Martín                        | 26 de julio de 1991     |                         |
| Luis Espinosa Fernández                      | 27 de mayo de 1996      | 20 de noviembre de 1999 |
| Jesús Manuel Gracia Aldaz                    | 20 de noviembre de 1999 | 7 de abril de 2001      |
| Rafael Rodríguez-Ponga                       | 21 de abril de 2001     | 24 de abril de 2004     |
| Juan Pablo de Laiglesia y González de Peredo | 24 de abril de 2004     | 12 de enero de 2008     |

### Directores
| Nombre                                       | Inicio de mandato        | Final de mandato      |
| -------------------------------------------- | ------------------------ | --------------------- |
| Juan Pablo de Laiglesia y González de Peredo | 20 de febrero de 2008    | 28 de marzo de 2009   |
| Francisco Moza Zapatero                      | 20 de noviembre de 2010  | 25 de enero de 2012   |
| Juan López-Doriga Pérez                      | 25 de enero de 2012      | 18 de julio de 2013   |
| Luis Tejada Chacón                           | 16 de septiembre de 2016 | 10 de julio de 2018   |
| Ana María Calvo Sastre                       | 10 de julio de 2018      | 11 de febrero de 2020 |
| Magdy Esteban Martínez Solimán               | 30 de julio de 2020      | 4 de agosto de 2021   |
| Antón Leis García                            | 4 de agosto de 2021      |                       |

## Planes directores de la Cooperación Española
Para el cumplimiento de su misión, la AECID debe poner en práctica las directrices recogidas en los planes directores de la Cooperación Española. Estos Planes se fundamentan en los principios de la Declaración de París sobre Eficacia de la Ayuda (2005).
El primer Plan Director abarcó el periodo 2001-2004. El IV Plan Director de la Cooperación Española abarcó de 2013-2016.

## Programas

### Voluntarios de las Naciones Unidas
Como parte de la alianza existente desde hace mucho tiempo entre el programa Voluntarios de las Naciones Unidas y AECID, el servicio Voluntariado en Línea recibió de AECID una contribución financiera para los años 2012 y 2013 destinada a apoyar actividades de promoción en el mundo hispanohablante. Los esfuerzos se centraron en fomentar el uso del servicio por parte de organizaciones de la sociedad civil y entidades gubernamentales en América Latina.

### Fondo para la Promoción del Desarrollo
El Fondo para la Promoción del Desarrollo (FONPRODE), anteriormente conocido como Fondo de Ayuda al Desarrollo (FAD), fue creado en el verano de 1976 con los objetivos de «apoyar la exportación de bienes y servicios españoles» y «favorecer el desarrollo de los países beneficiarios de la financiación». El Fondo, gestionado por la AECID, es el principal instrumento de financiación de la Cooperación española y se nutre de donaciones realizadas por entidades públicas y privadas así como de los fondos propios que destine el Gobierno de la Nación a la causa.

### Fondo del Agua
El Fondo de Cooperación para Agua y Saneamiento (FCAS), también conocido como Fondo del Agua, es el instrumento de la Cooperación española para garantizar el acceso al agua potable y el saneamiento de las poblaciones más necesitadas de América Latina y el Caribe. Se creó en 2007.

## Presupuesto
La Agencia Española de Cooperación Internacional para el Desarrollo (AECID) es uno de los actores fundamentales de la Cooperación Española oficial. Como tal, la institución gestiona una parte considerable del total de la Ayuda Oficial al Desarrollo (AOD) emitida por España. A partir de 2018 se utiliza la nueva medida de cómputo de la Ayuda Oficial al Desarrollo (AOD) basada en el cálculo del Elemento de Donación (Grant Element). El sistema de Grant Equivalent consiste en estimar el “elemento de donación” implícito en cada una de las operaciones como reflejo del esfuerzo donante. El cambio metodológico tiene como objetivo hacer comparables las donaciones y los préstamos y sólo afecta a los préstamos con garantía soberana y a los canalizados vía organismos Multilaterales de Desarrollo (OMUDES). En el caso de los préstamos privados y de deuda todavía no se ha alcanzado un consenso para su aplicación. Se espera que el mismo se logre a lo largo del 2020.
La AOD española calculada con esta nueva metodología en 2018 ascendió a 2.519 millones de euros, 2449 millones si descontamos los reembolsos, lo que representa un esfuerzo del 0,20% sobre la RNB. AECID gestionó 302 millones de euros, es decir, un 12% del total de la AOD española GE desembolsada. En los 3 años anteriores la AOD española fue la siguiente: En 2017, la AOD bruta ascendió a 2.560 millones de euros. La AECID gestionó entonces el 11% de la AOD bruta, con un presupuesto de 286 millones de euros. En 2016 la AOD española total bruta ascendió a 4.102 millones de euros, de los cuales la AECID gestionó 263 millones de euros, es decir, un 6% del total. El aumento del esfuerzo en AOD de este ejercicio se debe principalmente a una operación de deuda con Cuba. En 2015, la AOD española bruta fue de 1.625 millones de euros. La AECID gestionó el 17% con un presupuesto de 278 millones de euros.

## Oficinas de la Cooperación Española
La Ley 1/2023, de 20 de febrero, de Cooperación para el Desarrollo Sostenible y la Solidaridad Global establece una serie de Oficinas de la Cooperación Española, que se dividen por su especialidad en las antiguos oficinas técnicas de cooperación (OTC), centros culturales (CC) y centros de formación (CF). En estos países la AECID tiene una sede, pero eso no significa que solo trabajen en ese país, sino que pueden trabajar en países vecinos. España cuenta actualmente con 32 oficinas de cooperación, 16 centros culturales y 4 centros de formación haciendo un total de 51 unidades de cooperación en el exterior.  La mayoría de las OTC se ubican en países americanos de habla hispana (15) más Haití; seguidos de las 12 OTC en África y 3 en Asia. En cuanto a los CC se ubican en países hipanoamericanos o de lengua española con en el caso de los dos centros en Guinea Ecuatorial en África. Finalmente, todos los CF se ubican en países americanos de habla hispana.
En 2015, la Secretaría General Iberoamericana (Segib) y el Ministerio de Asuntos Exteriores y de Cooperación de España firmaron un acuerdo conforme al que se comprometía “el aprovechamiento de dichas infraestructuras por parte de los Estados miembros de la Comunidad Iberoamericana de Naciones, para la realización de actividades concretas de cooperación y promoción cultural”, poniendo a disposición de los Estados miembro la red de Centros Cutlurales y de Formación de la Cooperación Española.
Oficinas Técnicas de Cooperación
- Argelia (Argel)
- Bolivia (La Paz)
- Cabo Verde (Praia)
- Colombia (Bogotá)
- Costa Rica (San José)
- Cuba (La Habana)
- Ecuador (Quito)
- Egipto (El Cairo)
- El Salvador (San Salvador)
- Etiopía (Adís Abeba)
- Filipinas (Manila)
- Guatemala (Guatemala)
- Guinea Ecuatorial (Malabo)
- Haití (Puerto Príncipe)
- Honduras (Tegucigalpa)
- Jordania (Amán)
- Mali (Bamako)
- Marruecos (Rabat)
- Mauritania (Nuakchot)
- Mozambique (Maputo)
- México (Ciudad de México)
- Nicaragua (Managua)
- Nigeria (Abuya)
- Níger (Niamey)
- Palestina (Jerusalén Este)
- Panamá (Ciudad de Panamá)
- Paraguay (Asunción)
- Perú (Lima)
- República Dominicana (Santo Domingo)
- Senegal (Dakar)
- Uruguay (Montevideo)

Centros Culturales (gestión propia)
- Argentina (Buenos Aires)
- Bolivia (La Paz)
- Chile (Santiago de Chile)
- Costa Rica (San José)
- El Salvador (San Salvador)
- Guatemala (Ciudad de Guatemala)
- Guinea Ecuatorial (Malabo)
- Guinea Ecuatorial (Bata)
- Honduras (Tegucigalpa)
- México (Ciudad de México)
- Panamá (Ciudad de Panamá)
- Paraguay (Asunción)
- Perú (Lima)
- Nicaragua (Managua)
- República Dominicana (Santo Domingo)
- Uruguay (Montevideo)

Centros Culturales (gestión mixta)
- Argentina (Córdoba)
- Argentina (Rosario)
- Estados Unidos (Miami)

Centros de Formación
- Bolivia (Santa Cruz de la Sierra)
- Colombia (Cartagena de Indias)
- Guatemala (Antigua Guatemala)
- Uruguay (Montevideo)

Futuros proyectos
- Islas Marianas del Norte
- Islas Marshall
- Guam
- Estados Federados de Micronesia
- Palaos
- Kiribati